# Euphyia bertrandi
Euphyia bertrandi là một loài bướm đêm trong họ Geometridae.